# Ejendomsselskabet Norden
EjendomsSelskabet Norden er et dansk ejendomsselskab, der oprindeligt blev børsnoteret i 1983 med Alex Friedmann og senere Jens Christian Steglich-Petersen samt Peter Andreassen i spidsen. Indtil november 2001 var selskabet Danmarks største børsnoterede ejendomsselskab og havde en portefølje på over 1.000.000 kvm til en værdi af flere milliarder kr., med ejendomme primært koncentreret omkring København og Malmø.
I 1991 gik Hafnia sammen med Norden og Christianshavns Oplagspladser og skabte grundlaget for Nordens daværende størrelse. De tre parter skød deres ejendomme ind i selskabet, og navnet fortsatte som EjendomsSelskabet Norden. Fra Hafnia kom erhvervsejendomme, fra Norden restejerlejlighedsejendomme (opbygget af Alex Friedman), og fra Christianshavns Oplagspladser kom beboelsesejendomme på Amager ved Islands Brygge. I 1997 kom desuden det børsnoterede Kalkværksgrundene til.
I 1998 dukkede idéen om at skabe en dansk ejendomsgigant op igen, da den tidligere entreprenør Kurt Thorsen forsøgte at sammenlægge Norden med en række andre selskaber. Ligesom i Jeudans tilfælde skulle overtagelsen af Norden ske gennem et køb af Codans aktiepost. Planen faldt dog til jorden, og Norden forblev sin egen, mens Codan fortsat beholdt en stor aktiepost i selskabet. I 2000 forsøgte Jeudan sig også – uden held.

## Afnotering og ny bestyrelse
I 2001, efter en række afnoteringsbud fra forskellige partnere, blev der givet grønt lys for afnotering af EjendomsSelskabet Norden. Afnoteringen blev finansieret af FIH Erhvervsbank. Bag afnoteringen stod blandt andre pensionskasserne ATP, Juristernes og Økonomernes Pensionskasse, Finansieringsinstituttet for Industri og Håndværk, Lægernes Pensionskasse, Lønmodtagernes Dyrtidsfond, Nykredit samt direktion og ledende medarbejdere i EjendomsSelskabet Norden. De samlede sig i Norden Invest af december 2000, overtog aktiemajoriteten og påbegyndte tvangsindløsning af de resterende aktionærer. Samtidig fik en ny bestyrelse generalforsamlingens godkendelse til at søge selskabet afnoteret fra Københavns Fondsbørs.

## Genstiftet fra 2005
Fra 2005 og frem er EjendomsSelskabet Norden, nu med oprindelige ledende medarbejdere i spidsen, genstiftet med fokus på at fungere som manager for ejendomsselskaber rettet mod det danske ejendomsmarked. Siden etableringen har selskabet stået for køb af mere end 250 ejendomme for en samlet købesum, der overstiger 7 mia. kr. Blandt de store udviklingsprojekter kan nævnes Berlingske-karréen i Pilestræde, Scala-ejendommen (nu Axel Towers), Jægersborg Kaserne samt omdannelsen af DSB’s tidligere hovedsæde i Sølvgade til studieboliger.
EjendomsSelskabet Norden investerer i eksisterende ejendomme inden for alle segmenter, hvor et udviklingspotentiale kan skabe værdiforøgelse, samt i færdigudviklede ejendomme med attraktive beliggenheder og lejersammensætninger. Der er siden blevet optaget nye partnere i selskabet.